# حشره‌خوار خاکستری ویلا
 حشره‌خوار خاکستری ویلا (نام علمی: Notiosorex villa) نام یک گونه از سرده حشره‌خوار خاکستری است.